# Lila Cheney
Lila Cheney est une super-héroïne évoluant dans l'univers Marvel de la maison d'édition Marvel Comics. Créé par le scénariste Chris Claremont et le dessinateur Bob McLeod, le personnage de fiction apparaît pour la première fois dans le comic book New Mutants Annual #1 en 1984.

## Biographie du personnage

### Origines et parcours
Née en Angleterre, Lila Cheney, est surtout connue sur Terre en tant que musicienne et chanteuse. Une autre chanteuse aux capacités mutantes, Dazzler, a déjà joué avec elle par le passé.
Elle a été une alliée des X-Men, mais sa nature instable et son manque de courage devant certains périls ont compromis la confiance que ses coéquipiers avaient en elle. Néanmoins, elle reste un soutien et une amie proche : elle invita notamment sur scène le professeur Xavier pour qu'il délivre un message contre la haine des mutants, lors du concert à Central Park où il fut victime de Stryfe. Elle chanta également lors du mariage de Scott Summers (Cyclope) et Jean Grey.
Elle rencontra les Nouveaux Mutants lors d'un de ses concerts, où Roberto Da Costa (Solar) avait emmené ses amis. À l'époque, Lila avait vendu la Terre et ses habitants au marché noir en tant qu'esclaves. Une tentative de meurtre contre elle propulsa les Nouveaux Mutants dans ses embrouilles. Lila et Sam Guthrie (Rocket) entamèrent une relation, qui se termina lorsque Sam l'accusa d'avoir volé un cadeau destiné à sa mère.
Elle  mène actuellement une double carrière de rockeuse intergalactique (accompagnée parfois du groupe « Cats Laughing ») et de voleuse. Elle a eu une carrière importante sur Terre comme dans d'autres planètes ; sa carrière de voleuse est actuellement en suspens.

### Personnalité et relations
Lila Cheney est une personne très extravertie, pour qui la fête est un mode de vie. Elle ne comprend pas que certaines de ses relations préfèrent un peu plus de calme, et les trouvent assez souvent « coincés ». Elle a également tendance à mêler ses amis aux diverses magouilles auxquelles elle participe. L'une d'elles ayant failli tuer Malabar, elle a déclaré ne plus vouloir s'engager désormais dans ce genre d'affaires.
Dazzler ayant chanté avec elle et les « Cats Laughing », elle en fut une des plus proches amies. Elle assista d'ailleurs celle-ci dans son combat avec Longshot contre Mojo (en) au Mojoverse.
Elle a engagé Malabar en tant que garde-du-corps, alors qu'il était dans une mauvaise passe financière. Après son recrutement par Facteur-X, elle tenta de le réembaucher, sans succès, Guido préférant une vie sur Terre plus calme et près de ses coéquipiers.

## Pouvoirs et capacités
Lila Cheney est une mutante qui peut se téléporter sur une échelle de distance interstellaire, la distance la plus courte à laquelle elle puisse se téléporter étant une année-lumière.
En complément de ses pouvoirs, Lila Cheney est une chanteuse et une musicienne talentueuse avec une réputation dans toute la galaxie. Elle est aussi une voleuse incroyablement douée, capable de piloter des vaisseaux spatiaux extraterrestre. Elle semble comprendre plusieurs langues extraterrestres, tout au moins celle des K’lanti.
Elle contrôle une sphère de Dyson partiellement déserte, située dans la Voie lactée, et est propriétaire de plusieurs résidences sur Terre à Londres, New York et Malibu en plus d’un appartement sur Paris.
- Quand elle se téléporte, Lila Cheney peut transporter les personnes et les objets qui l'entourent[1]. Apparemment, elle doit connaître spécifiquement le lieu où elle se téléporte pour pouvoir le faire.
- Le fonctionnement de son pouvoir est le suivant : génération d'énergie en quantité massive, puis transformation de cette énergie en particules tachyons qui permettent la propulsion de l'environnement à des distances intraplanétaires[1],[2].
- Elle peut aussi se téléporter dans des endroits où seule sa voix est entendue. C'est ainsi qu'elle s'est retrouvée accidentellement téléportée à bord du vaisseau de Captain Marvel (Carol Danvers), alors que celle-ci écoutait une de ses chansons[1].
- Pour se téléporter sur Terre sur de courtes distances, elle utilise sa sphère de Dyson comme point de départ pour se téléporter, puis se téléporte de la sphère à un autre point de la Terre[1].

Son pouvoir mutant serait apparu assez tôt, sans que ses parents ne le découvrent. Après le M-Day, elle fait partie des mutants ayant conservé leurs pouvoirs. Elle a été considérée comme une menace significative par l'O.N.E..
Elle utilise parfois des armes à énergie issues de la technologie extraterrestre Shi'ar.